# كارل جروس
كارل جروس (بالألمانية: Karl Groß)‏ هو مصارع هاوي ألماني، ولد في 30 يناير 1884 في مانهايم في ألمانيا، وتوفي في 14 يوليو 1941.

## وصلات خارجية
- كارل جروس على موقع اللجنة الأولمبية الدولية (الإنجليزية)
- كارل جروس على موقع أوليمبيديا (الإنجليزية)